# Jules-Alexandre Grün
Jules-Alexandre Grün (París, 26 de mayo de 1868-ibidem, 24 de enero de  1938) fue un pintor, ilustrador y cartelista postimpresionista francés. 

## Biografía
Fue alumno de Jean-Baptiste Lavastre, pintor-decorador de la Ópera de París, y del pintor paisajista Antoine Guillemet. Destacó en el cartelismo, fue artista de Le Chat Noir y decorador de la Taberna de París. Como ilustrador, colaboró con diversos periódicos y revistas, como L'Assiette au Beurre, La Caricature, Courrier français y Fin de siècle. Como pintor, su obra más célebre es el gran lienzo Un viernes en el Salón de los artistas franceses en 1911 (Museo de Bellas Artes de Ruan), donde aparecen más de cien personajes famosos de la sociedad parisina.
En 1911 fue nombrado caballero de la Legión de Honor y, en 1912, comandante de la Orden de Nichan Iftikhar.

## Galería

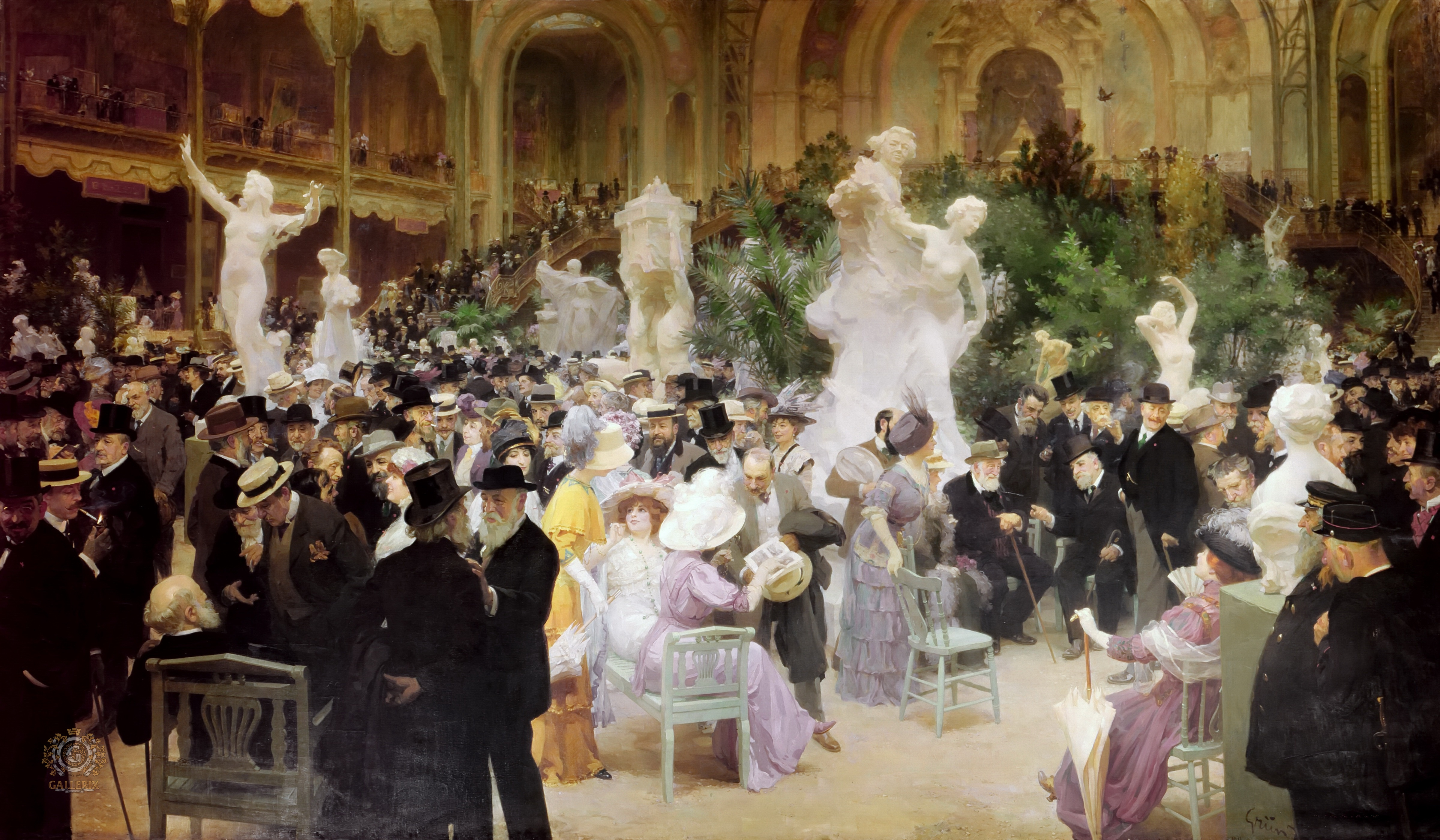
Un viernes en el Salón de los artistas franceses en 1911, Museo de Bellas Artes de Ruan
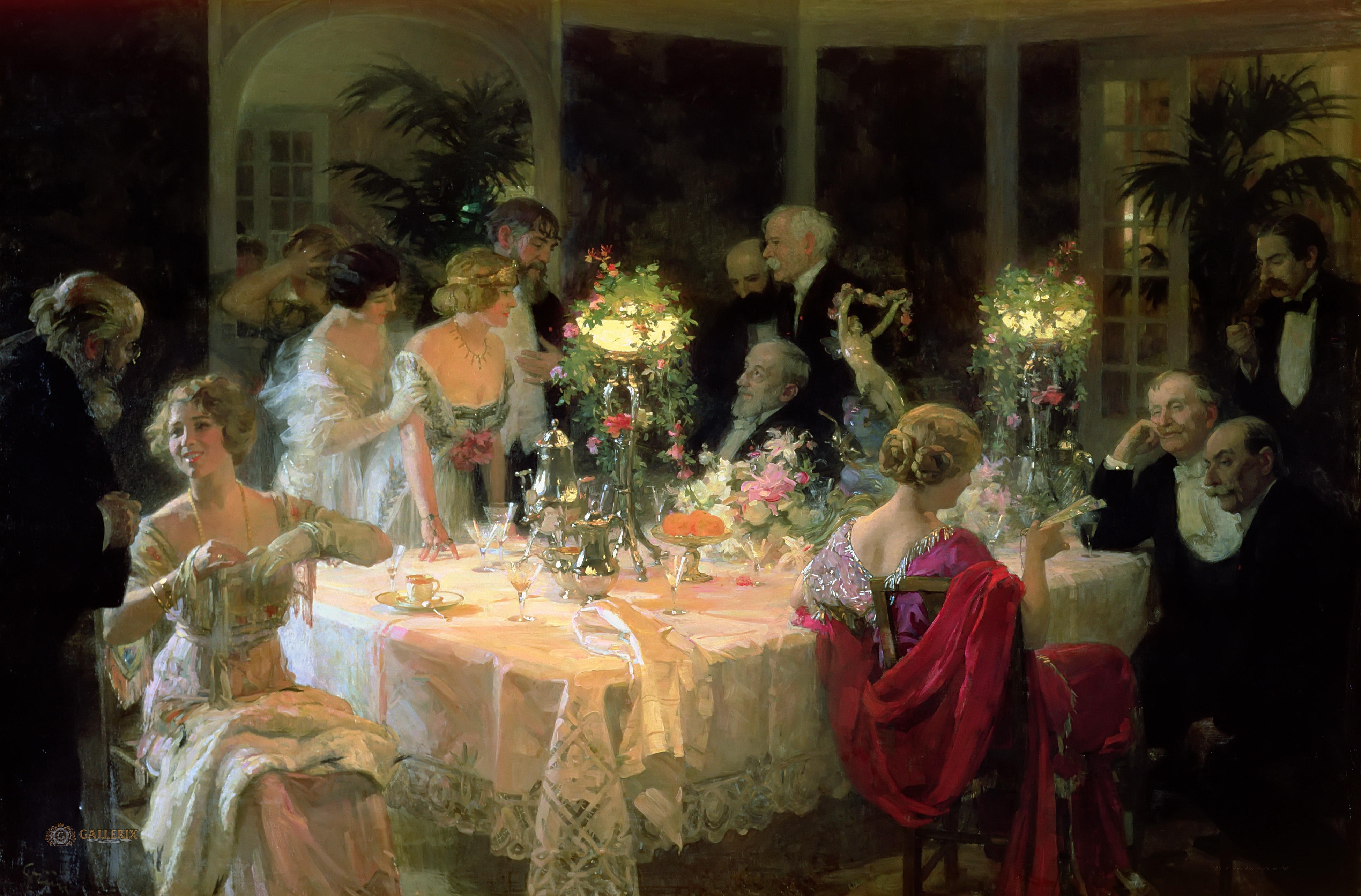
El final de la cena (1913)
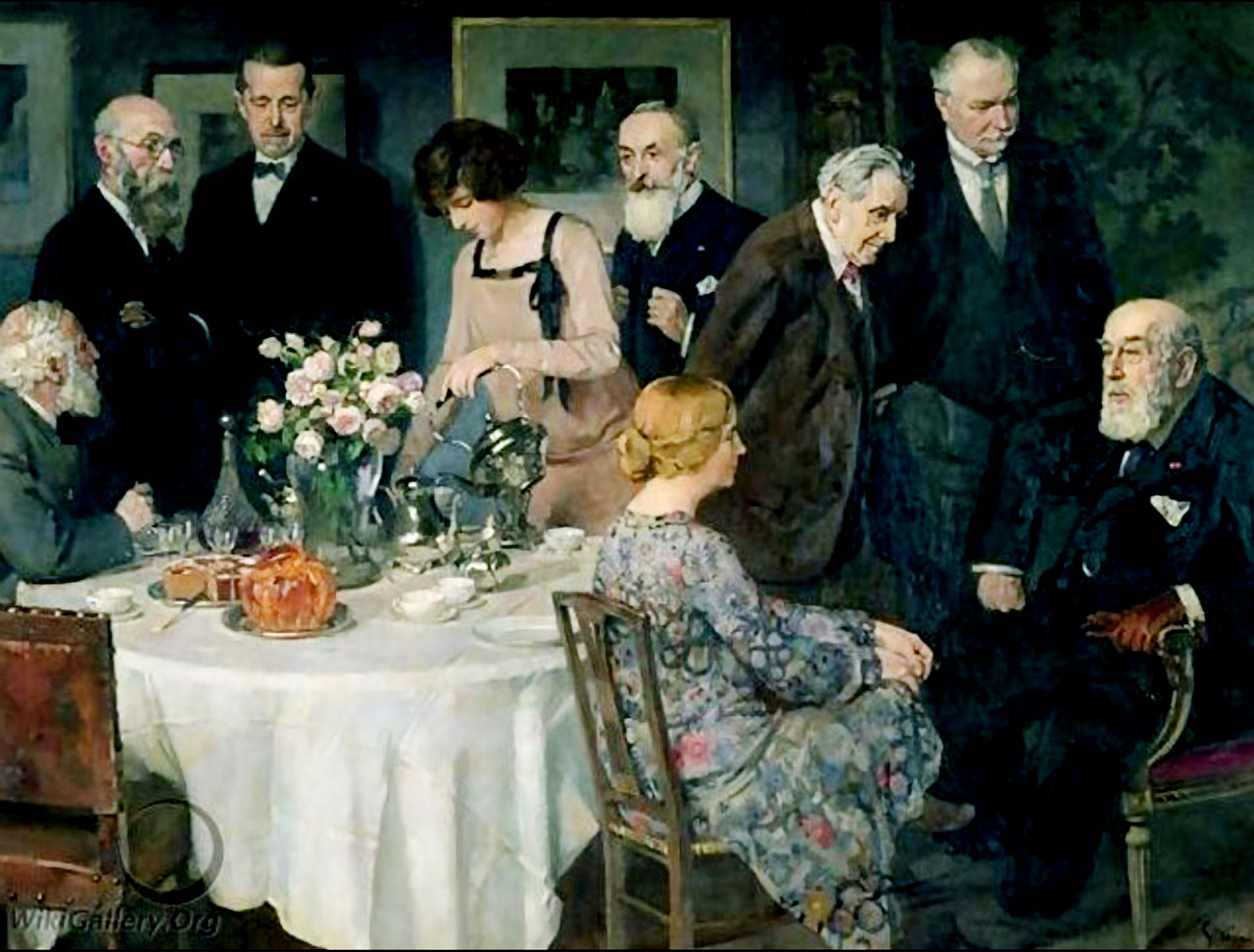
Grupo de artistas (1929)
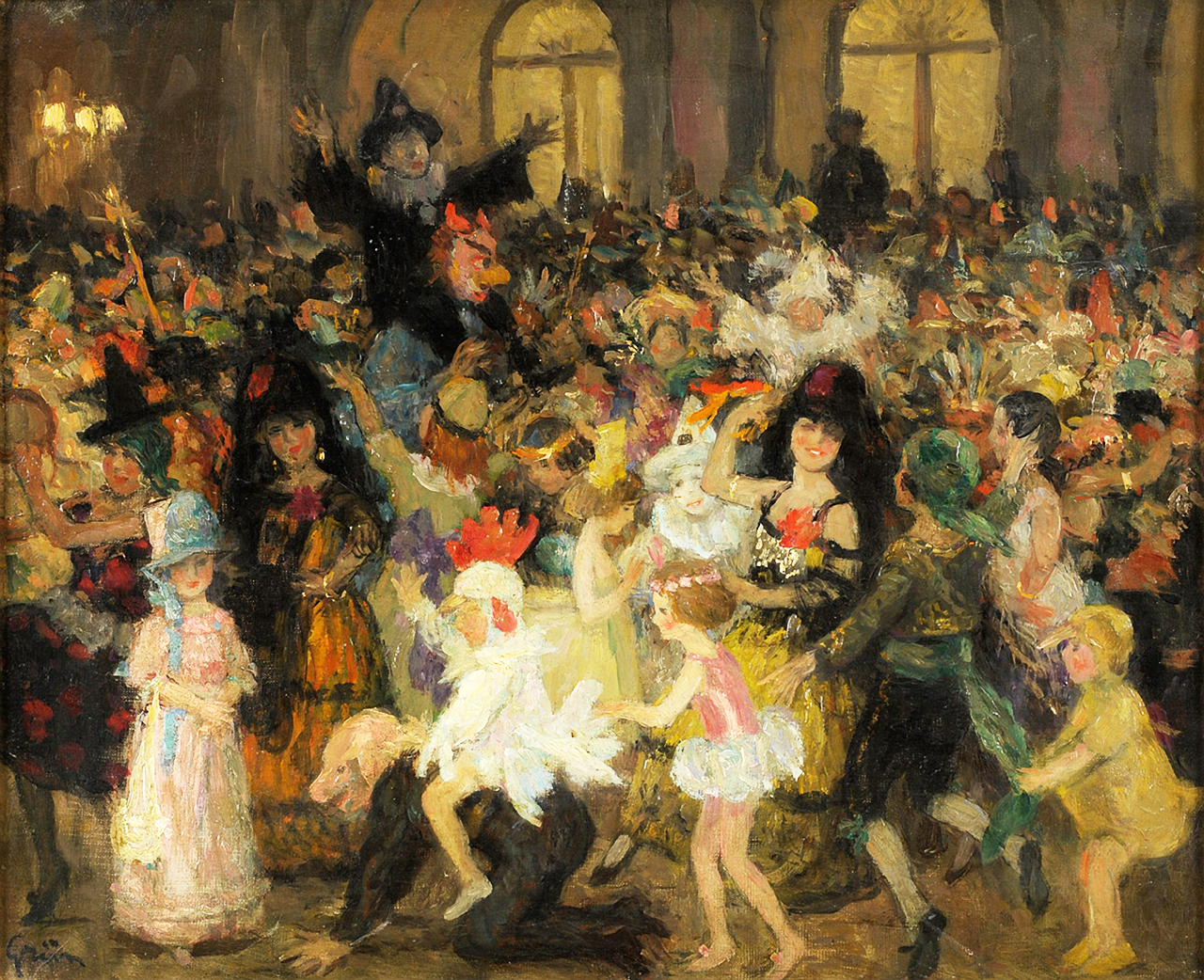
Baile de máscaras (1934)